# Stor-Börstatjärnen
Stor-Börstatjärnen är en sjö i Strömsunds kommun i Jämtland och ingår i Ångermanälvens huvudavrinningsområde.